# Конференция ООН по изменению климата (2019)
Конференция ООН по изменению климата 2019 года (также COP25, КС-25) — 25-я конференция ООН по вопросам изменения климата. В её рамках проходил 25-й саммит участников Рамочной конвенции ООН по изменению климата, 15-е совещание сторон Киотского протокола (CMP15) и второе совещание сторон Парижского соглашения (CMA2). Проходила 2-13 декабря 2019 года в Мадриде, Испания, под председательством чилийского правительства. Изначально конференция должна была пройти в чилийском Сантьяго, однако из-за протестов в Чили была перенесена в Мадрид.